# Tycherus gracilis
Tycherus gracilis är en stekelart som först beskrevs av Berthoumieu 1898.  Tycherus gracilis ingår i släktet Tycherus och familjen brokparasitsteklar. Inga underarter finns listade i Catalogue of Life.